# Anton Kuhn
Anton Kuhn, slovenski rimskokatoliški duhovnik, * (?) 1839, Novo mesto, † (?), Dutovlje.
Umrl je kot upokojeni kaplan v Dutovljah. Med drugim je v letih 1877-1885 služboval v Ricmanjih. Njegova glavna zasluga je, da je 1877 v Ricmanjih obnovil starodavno Bratovščino sv. Jožefa in pridobil mnogo novih članov. Bratovščina je uspešno delovala do leta 1900, ko je imela okoli 5.500 članov. Bratovščina sv. Jožefa je ena najstarejših na Primorskem. Leta 1693 jo je potrdil papež Inocenc XII. Obnovljena je bila 1750 po znanih dogodkih v s »čudežno svetilko sv. Jožefa« leta 1749 v Ricmanjih in 1784 ukinjena na ukaz cesarja Jožefa II.